# The Greatest Love (film fra 1920)
The Greatest Love er en amerikansk stumfilm fra 1920 af Henry Kolker.

## Medvirkende
- Vera Gordon som Mrs. Lantini
- Bertram Marburgh som Mr. Lantini
- Yvonne Shelton som Francesca Lantini
- Hugh Huntley som Lorenzo Lantini
- William H. Tooker som Mr. Manton
- Raye Dean som Dorothy Manton
- Donald Hall som Richard Sewall
- Sally Crute som Mrs. Sewall
- Jessie Simpson som Mrs. McCarthy